# 鲍勃·丹德里奇
小罗伯特·L·丹德里奇（英語：Robert L. Dandridge Jr.，1947年11月15日—），美国NBA联盟前职业篮球运动员。他在1969年的NBA选秀中第4轮第45顺位被密尔沃基雄鹿选中。

## 早年
他出生於弗吉尼亞州里士滿，曾就讀於里士滿和諾福克州立大學的 Maggie L. Walker 高中，與 Pee Wee Kirkland 合作。他的團隊度過了非凡的歲月。斯巴達人隊在 1968 年以 25-2 的戰績贏得了 CIAA 冠軍；他們在 NCAA Division II 男子錦標賽第二輪失利。第二年他們的戰績是 21-4，他們在 D-II 錦標賽的第一輪中輸了。他在 1969 年美國籃球協會選秀中被肯塔基上校選中，在 1969 年 NBA 選秀第四輪中被密爾沃基雄鹿選中。